# Lebjaschje (Kursk)
Lebjaschje (russisch Лебяжье) ist ein Dorf (selo) in der Oblast Kursk in Russland. Es gehört zum Rajon Kursk und zur Landgemeinde (selskoje posselenije) Lebjaschenski selsowjet.

## Geographie
Der Ort liegt gut 5 km Luftlinie südöstlich des Oblastverwaltungszentrums Kursk im südwestlichen Teil der Mittelrussischen Platte, 8 km vom Sitz des Dorfsowjet – Tscherjomuschki, 92 km vor Grenze zwischen Russland und der Ukraine, am Fluss Seim (linker Nebenfluss der Desna).

### Klima
Das Klima im Ort ist wie im Rest des Rajons kalt und gemäßigt. Es gibt während des Jahres eine erhebliche Niederschlagsmenge. Dfb lautet die Klassifikation des Klimas nach Köppen und Geiger.

## Bevölkerungsentwicklung
| Jahr | Einwohner |
| ---- | --------- |
| 2002 | 365       |
| 2010 | ▼356      |

Anmerkung: Volkszählungsdaten

## Verkehr
Lebjaschje liegt an der Europastraße E38 (Ukraine – Russland (Rylsk, Kursk, Woronesch, Borissoglebsk, Saratow, Jerschow) – Kasachstan), an der Straße regionaler Bedeutung 38K-019 (Kursk – Bolschoje Schumakowo – Polewaja über Lebjaschje) und 2,5 km vom nächsten Bahnhof Kljukwa (Eisenbahnstrecke Kljukwa – Belgorod) entfernt.
Der Ort liegt 115 km vom internationalen Flughafen von Belgorod entfernt.